# Il bosco dei mostri blu
Il bosco dei mostri blu (The Beast from the East) è il quarantatreesimo libro della serie horror per ragazzi Piccoli brividi, scritta da R. L. Stine.

## Trama
Ginger Wald e i suoi fratelli minori, due gemelli di nome Patrick e Nathan (detti Pat e Nat), stanno facendo un'escursione nel bosco assieme ai loro genitori. Ad un certo punto, tuttavia, si accorgono di essersi separati da questi ultimi e di essersi persi nel bosco. Entrano così in una strana porzione della foresta in cui l'erba è gialla, i cespugli viola e gli alberi sono alti come grattacieli. Dopo poco vengono avvicinati da strane creature bipedi simili ad orsi dalla pelliccia blu, altamente intelligenti, con denti e artigli affilati. I mostri vogliono mangiarli, ma come è loro usanza gli concedono un'opportunità di salvarsi. Dovranno partecipare a un bizzarro gioco, in uso nella foresta: Ginger comincerà marchiata come "la bestia che viene dall'Est", e per sopravvivere dovrà passare questo titolo a qualcun altro e raggiungere il "Gullosalice" (l'albero della salvezza) entro il tramonto. Se fallirà, lei e i suoi fratelli verranno mangiati.
Inizia così l'avventura dei ragazzi nel bosco, fra ostacoli e imprevisti: scopriranno ben presto che non c'è possibilità di scappare, e che l'unica loro chance di sopravvivenza è vincere il gioco. Arriva il tramonto, e Ginger è riuscita a passare il titolo; ma proprio mentre sta per raggiungere il Gullosalice, viene colta di sorpresa e marchiata di nuovo come "la bestia che viene dall'Est". Ginger, Pat e Nat hanno perso. Ma proprio mentre stanno per essere mangiati, uno dei mostri blu si accorge che Pat e Nat sono identici, e pensa che siano dei "cloni classici". Questo fa di loro giocatori di terzo livello, e visto che i mostri blu sono giocatori di primo livello, non possono mangiarli. Grazie a questo strepitoso colpo di fortuna, i tre ragazzi sono liberi, ma proprio mentre stanno uscendo dal bosco, vengono avvicinati da un'altra creatura. Gli intimano di spostarsi, essendo loro di terzo livello ma, a quanto pare, anche il mostro è di terzo livello. Marchia Ginger, e il gioco ricomincia.

## Personaggi
- Ginger Wald: la protagonista del racconto. Si ritrova intrappolata in una strana foresta insieme ai suoi fratelli gemelli.
- Patrick "Pat" Wald: fratello di Ginger e gemello di Nat.
- Nathan "Nat" Wald: fratello di Ginger e gemello di Pat.
- Fleg: il primo dei "mostri blu" che Ginger trova nel bosco, sembra ricoprire il ruolo di leader del branco di mostri.
- Spork: uno dei "mostri blu", è privo di un occhio e ha il muso solcato da vistose cicatrici. È il braccio destro di Fleg.
- Glib: uno degli "mostri blu", nonché terzo membro più di rilievo nel branco dopo Fleg e Spork. Ha la coda mozza.
- Cane-Scoiattolo: un essere metà scoiattolo e metà cane. Aiuta Ginger a nascondersi dai "mostri blu" suggerendole di nascondersi in una caverna infestata da insetti.
- Mr. Wald: il serio padre dei fratelli Ginger, Pat e Nat, dalla statura imponente. Si smarrisce nel bosco assieme a sua moglie, non ritrovando più i suoi tre figli.
- Ms. Wald: la madre dei fratelli Ginger, Pat e Nat. Si smarrisce nel bosco assieme a suo marito, non ritrovando più i suoi tre figli.

## Edizioni
- R. L. Stine, Il bosco dei mostri blu, traduzione di Cristina Scalabrini, collana Piccoli brividi, Arnoldo Mondadori Editore, 1998,  p. 143, ISBN 88-04-45485-7.